# Łukasz Orłowski (zm. 1727)
Łukasz Orłowski herbu Lubicz (zm. w 1727 roku) – podsędek inowrocławski w latach 1691-1721, sędzia grodzki inowrocławski, pisarz grodzki inowrocławski.
Był elektorem Augusta II Mocnego z województwa inowrocławskiego w 1697 roku.